# Horseshoe Beach
Horseshoe Beach is een plaats (town) in de Amerikaanse staat Florida, en valt bestuurlijk gezien onder Dixie County.

## Demografie
Bij de volkstelling in 2000 werd het aantal inwoners vastgesteld op 206.
In 2006 is het aantal inwoners door het United States Census Bureau geschat op 262, een stijging van 56 (27.2%).

## Geografie
Volgens het United States Census Bureau beslaat de plaats een oppervlakte van
0,6 km², waarvan 0,5 km² land en 0,1 km² water. Horseshoe Beach ligt op ongeveer 2 m boven zeeniveau.

## Plaatsen in de nabije omgeving
De onderstaande figuur toont nabijgelegen plaatsen in een straal van 48 km rond Horseshoe Beach.